# Casa de Isauro Martínez
La Casa de Isauro Martínez es un edificio ubicado en la calle Manuel Acuña 140 en la ciudad de Torreón, en el estado de Coahuila, México  y fue construida a principios del siglo XX en estilo ecléctico como residencia del empresario de espectáculos Isauro Martínez. Es un buen ejemplo de las casonas construidas en la ciudad a principios del siglo XX y desde 1991 alberga al archivo municipal de la Ciudad.

## Historia
En 1898 el empresario Isauro Martínez, originario de Zacatecas, decide establecerse en la recién fraccionada villa de Torreón con el fin de incursionar en el negocio de teatro y cine. Hacia 1923 encomendó al maestro constructor Abel Blas Cortinas la edificación de la que sería su residencia. En su construcción se utilizaron materiales de la región como cantera de Durango y ladrillo rojo y para construir el rodapié exterior de la casa se utilizó piedra del cerro de las noas. Originalmente la casa contaba con pisos de mosaico, sala para eventos y sótano para almacenar vinos y alimentos. A la muerte de Isauro Martínez en 1956, la casa fue vendida y tuvo diversos usos, como una funeraria y la sede de un periódico, después fue abandonada y estuvo en riesgo de ser demolida hasta que en 1991 fue adquirida por el ayuntamiento de Torreón para albergar el archivo histórico del municipio.

## Conservación
En abril de 2018, el Instituto Nacional de Antropología e Historia otorgó el permiso para la restauración de la casa. El proyecto se realizó teniendo como objetivo rescatar los elementos arquitectónicos y recuperar detalles históricos de la casa apoyándose en fotografías de la primera década de su construcción, los trabajos iniciaron en agosto del mismo año y consistieron en limpieza de la fachada y recuperación de los ladrillos, detalles y las molduras que la componen. Basándose en las fotografías antiguas de la casa, se elaboraron réplicas de las ventanas y la puerta de madera con que contaba la casa al momento de su construcción y también se reprodujo el diseño y el biselado de los cristales originales